# Pseudoschrift

Moderne Pseudoschrift

Nachahmung der eckigen Formen der Runen im Wappen der Forschungsgemeinschaft Deutsches Ahnenerbe

Pseudoschrift oder Pseudoinschrift bezeichnet ein System aneinandergereihter graphischer Zeichen oder Symbole, die Schriftzeichen ähneln und eine Inschrift imitieren. Die Ähnlichkeiten zu einem gebräuchlichen Schriftsystemen können dabei beabsichtigt sein; es können aber auch nur eine rein zufällige Ähnlichkeiten vorliegen.
Ähnlichkeiten zu gängigen Schriftsystemen können beispielsweise beabsichtigt sein, um vor Analphabeten eine Lese- und Schreibkompetenz vorzutäuschen. Andere Möglichkeiten sind, dass analphabete Künstler Schriftvorlagen nicht richtig umsetzen, aus gestalterischen Gesichtspunkten Schriftzeichen erfinden und einfügen, oder dass Schriftkundigen die Umsetzung einer realen Inschrift aus technischen Gründen nicht möglich ist. Die Cherokee-Silbenschrift hat sich aus einer Pseudoschrift entwickelt. Dies erkennt man daran, dass die Glyphen dem lateinischen Alphabet und den arabischen Ziffern nachempfunden sind, aber eine völlig andere Bedeutung als in den Vorlagealphabeten haben.
Pseudoschriften finden sich beispielsweise auf frühmittelalterlichen Münzimitationen, Brakteaten, Schmuckstücken oder auf Gemälden, Grafiken und Drucken.